# Super Robot Taisen OG Saga: Endless Frontier
Super Robot Taisen OG Saga: Endless Frontier (無限のフロンティア スーパーロボット大戦OGサーガ) é um jogo eletrônico de RPG desenvolvido pela Banpresto e Monolith Soft e publicado pela Bandai Namco Games e Atlus. É um spin-off da série Super Robot Wars e foi lançado exclusivamente para Nintendo DS em maio de 2008 no Japão e em abril do ano seguinte na América do Norte. A história segue Haken Browning, um pistoleiro e caçador de recompensas espacial que envolve-se em um mistério sobre a aparição de poderosos cristais, artefatos almejados por diferentes mundos e organizações.